# Краљичина вила
Краљичина вила на Опленцу, поред Краљеве виле, једна је од резиденцијалних грађевина, подигнутих за потребе краљевске породице Карађорђевић.
Краљичина вила, Сеоска кућа или Вила принчева је пространа приземна зграда око које се са три стране налазе тремови који су у равни са кровом, а саграђена је 1926. године. Ова грађевина је позната као Краљичина вила или Вила принчева, јер је у њој најчешће одседала краљица Марија са престолонаследником Петром и принчевима Томиславом и Андрејом.
Краљичина вила је данас у надлежности Владе Републике Србије.